# Viridasius fasciatus
Viridasius fasciatus är en spindelart som först beskrevs av Lenz 1886.  Viridasius fasciatus ingår i släktet Viridasius och familjen Ctenidae.
Artens utbredningsområde är Madagaskar. Inga underarter finns listade i Catalogue of Life.